# Liste der Baudenkmäler in Sengenthal

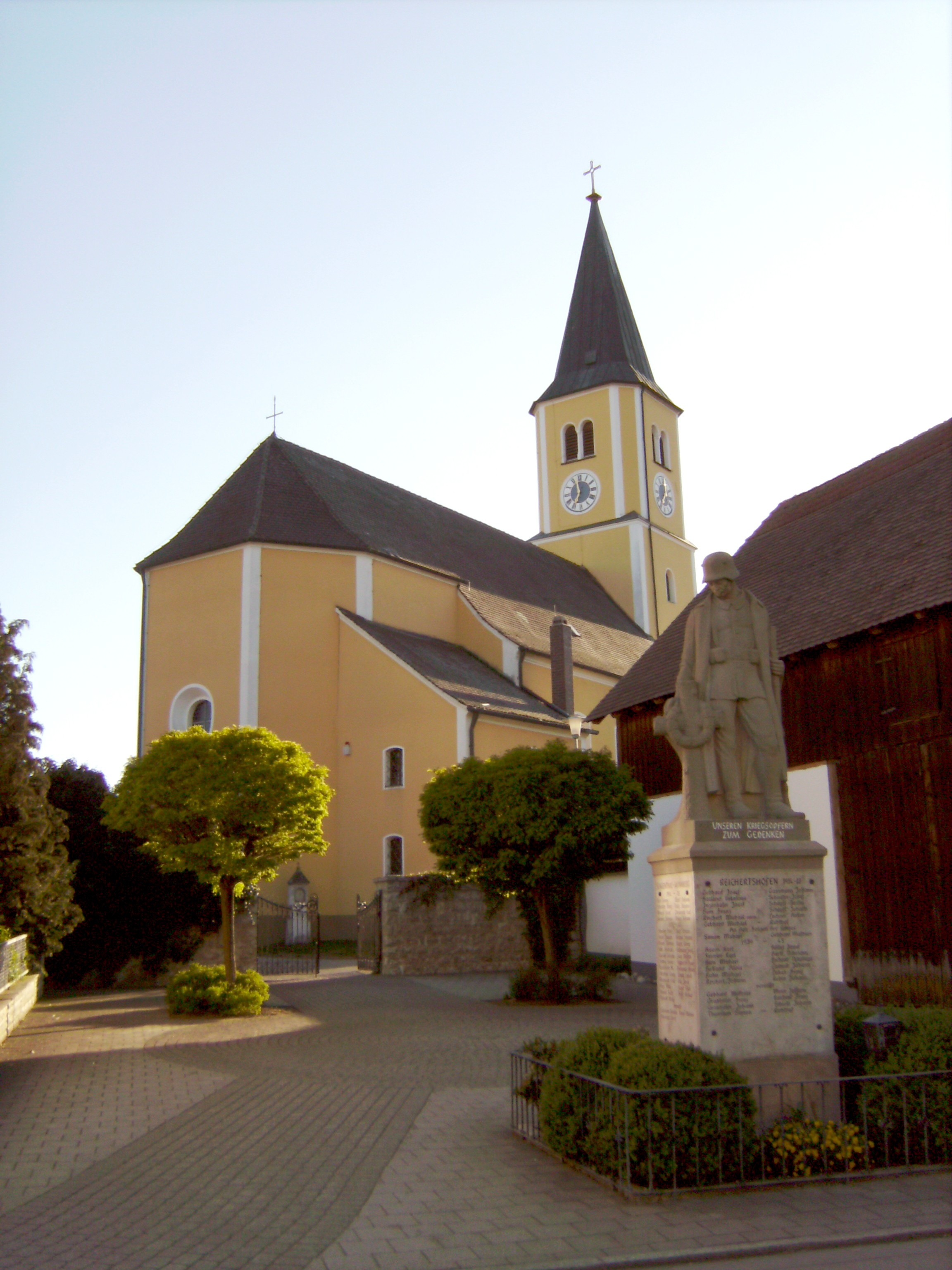
St. Nikolaus Reichertshofen

Auf dieser Seite sind die Baudenkmäler in der Oberpfälzer Gemeinde Sengenthal zusammengestellt. Diese Tabelle ist eine Teilliste der Liste der Baudenkmäler in Bayern. Grundlage ist die Bayerische Denkmalliste, die auf Basis des Bayerischen Denkmalschutzgesetzes vom 1. Oktober 1973 erstmals erstellt wurde und seither durch das Bayerische Landesamt für Denkmalpflege geführt wird. Die folgenden Angaben ersetzen nicht die rechtsverbindliche Auskunft der Denkmalschutzbehörde.

## Baudenkmäler nach Gemeindeteilen

### Sengenthal
| Lage                     | Objekt                | Beschreibung                                                                                         | Akten-Nr.    | Bild |
| ------------------------ | --------------------- | --- | ------------ | ---- |
| Dorfstraße 10 (Standort) | Dorfkapelle St. Maria | Traufständiger und polygonal schließender Satteldachbau mit Glockendachreiter, 1902; mit Ausstattung | D-3-73-159-1 | BW   |

### Birkenmühle
| Lage                     | Objekt        | Beschreibung                                                    | Akten-Nr.    | Bild |
| ------------------------ | ------------- | --------------------------------------------------------------- | ------------ | ---- |
| Birkenmühle 1 (Standort) | Mühlengebäude | Zweigeschossiger Steildachbau mit Halbwalm, 17./18. Jahrhundert | D-3-73-159-3 | BW   |

### Braunmühle
| Lage                     | Objekt                | Beschreibung                                                                | Akten-Nr.    | Bild |
| ------------------------ | --------------------- | --------------------------------------------------------------------------- | ------------ | ---- |
| Braunmühle 12 (Standort) | Dorfkapelle St. Maria | Traufständiger, polygonal schließender Satteldachbau, 1883; mit Ausstattung | D-3-73-159-4 | BW   |

### Buchberg
| Lage                      | Objekt                   | Beschreibung                                                                                    | Akten-Nr.    | Bild |
| ------------------------- | ------------------------ | ----------------------------------------------------------------------------------------------- | ------------ | ---- |
| Eichenstraße 1 (Standort) | Ehemaliges Wohnstallhaus | Eingeschossiger und giebelständiger Satteldachbau mit Fachwerkgiebel, 1. Hälfte 19. Jahrhundert | D-3-73-159-5 | BW   |

### Forst
| Lage                     | Objekt                   | Beschreibung | Akten-Nr.    | Bild |
| ------------------------ | ------------------------ | --- | ------------ | ---- |
| Kreisstraße 9 (Standort) | Ehemaliges Wohnstallhaus | Eingeschossiger und traufständiger Steildachbau mit verputztem Fachwerkgiebel und seitlicher Abschleppung, 18./19. Jahrhundert | D-3-73-159-8 | BW   |

### Greißelbach
| Lage                         | Objekt                                                           | Beschreibung | Akten-Nr.     | Bild           |
| ---------------------------- | ---------------------------------------------------------------- | --- | ------------- | -------------- |
| Max-Bögl-Straße 4 (Standort) | Ehemaliger Bahnhof Greißelbach der Lokalbahn Neumarkt–Beilngries | Um 1887; Empfangsgebäude, eingeschossiger und traufständiger Krüppelwalmdachbau aus Polygonalmauerwerk mit Kniestock, Eckquaderung, Backsteingliederung und hölzernem Perron-Vordach; Wasch- und Aborthaus, eingeschossiger und giebelständiger Krüppelwalmdachbau in denselben Formen | D-3-73-159-23 | weitere Bilder |

### Kanalschleuse 32
| Lage                                                         | Objekt                                                    | Beschreibung                                            | Akten-Nr.               | Bild           |
| ------------------------------------------------------------ | --------------------------------------------------------- | ------------------------------------------------------- | ----------------------- | -------------- |
| Ludwig-Donau-Main-Kanal; Ludwigskanal-Schleuse 32 (Standort) | Ludwig-Donau-Main-Kanal, Schleuse 32                      | Kammerschleuse, Sandstein, 1836–45.                     | D-3-73-159-24           | weitere Bilder |
| Ludwig-Donau-Main-Kanal; Ludwigskanal-Schleuse 32 (Standort) | Ludwig-Donau-Main-Kanal, Schleuse 32, Schleusenwärterhaus | Eingeschossiger Massivbau mit Flachsatteldach, 1836–45. | D-3-73-159-24 zugehörig | weitere Bilder |

### Reichertshofen
| Lage                            | Objekt                               | Beschreibung | Akten-Nr.     | Bild           |
| ------------------------------- | ------------------------------------ | --- | ------------- | -------------- |
| Brunnenstraße (Standort)        | Wegweiser Berngau–Neumarkt           | Gusseisensäule mit zwei Pfeilschildern, Ende 19. Jahrhundert | D-3-73-159-28 | BW             |
| Brunnenstraße ()                | Dorfbrunnen                          | Laufbrunnen mit Brunnenstock und verziertem Trog, Gusseisen, historistisch, Nürnberg, um 1890, modern bezeichnet mit 1989 | D-3-73-159-29 |                |
| Ortsstraße 11; Ortsstraße 15 () | Katholische Pfarrkirche St. Nikolaus | Saalbau mit eingezogenem Polygonalchor, westlichem Fassadenturm und zwei Pilasterportalen, 1627, Langhaus 1760 durch Matthias Gürdtner, 1932–39 durchgreifend renoviert; mit Ausstattung; Ehemalige Friedhofsmauer, Bruchstein, wohl 18. Jahrhundert, auf der Westseite mit eingelassenen Grabmälern | D-3-73-159-12 | weitere Bilder |
| Ortsstraße 14 ()                | Pfarrhaus                            | Zweigeschossiger und traufständiger Satteldachbau, Mitte 19. Jahrhundert | D-3-73-159-13 |                |
| Zur Lach ()                     | Wegweiser Röckertsmühl–Berngau       | Gusseisensäule mit zwei Pfeilschildern, Ende 19. Jahrhundert | D-3-73-159-27 |                |

### Richthof
| Lage          | Objekt        | Beschreibung                                                                                 | Akten-Nr.     | Bild |
| ------------- | ------------- | -------------------------------------------------------------------------------------------- | ------------- | ---- |
| Richthof 1 () | Wohnstallhaus | Eingeschossiger und giebelständiger Steildachbau mit Bändergliederung, Mitte 19. Jahrhundert | D-3-73-159-14 |      |

### Schlierferhaide
| Lage                       | Objekt                               | Beschreibung                        | Akten-Nr.     | Bild |
| -------------------------- | ------------------------------------ | ----------------------------------- | ------------- | ---- |
| Schlierferhaide (Standort) | Ludwig-Donau-Main-Kanal, Schleuse 31 | Kammerschleuse, Naturstein, 1836–45 | D-3-73-159-30 | BW   |

### Schlierfermühle
| Lage                         | Objekt        | Beschreibung                                                                                  | Akten-Nr.     | Bild |
| ---------------------------- | ------------- | --------------------------------------------------------------------------------------------- | ------------- | ---- |
| Schlierfermühle 1 (Standort) | Mühlengebäude | Zweigeschossiger und traufständiger Krüppelwalmdachbau mit Fußwalm, 1. Hälfte 19. Jahrhundert | D-3-73-159-15 | BW   |

### Weichselstein
| Lage                                     | Objekt                              | Beschreibung | Akten-Nr.     | Bild           |
| ---------------------------------------- | ----------------------------------- | --- | ------------- | -------------- |
| Weichselstein 1 (Standort)               | Stadel                              | Eingeschossiger Steildachbau, Bruchstein, 18. Jahrhundert | D-3-73-159-17 | Stadel         |
| Weichselstein 2; Weiße Marter (Standort) | Hofkapelle St. Maria                | Giebelständiger Satteldachbau mit Putzgliederungen und Blechdeckung, 1863; mit Ausstattung                                                                                     | D-3-73-159-18 | weitere Bilder |
| Weichselstein 2; Weiße Marter (Standort) | Bildstock, sogenannte Weiße Marter  | Achteckiger Pfeiler mit viereckigem, wimpergverdachtem Kopfstück mit Reliefs, Kalkstein, spätgotisch, um 1480                                                                  | D-3-73-159-20 | weitere Bilder |
| Weichselstein 3 (Standort)               | Zuhaus eines ehemaligen Bauernhofes | Wohnstallhaus, eingeschossiger und traufständiger Satteldachbau mit verbrettertem Giebel und rückwärtigem Schuppenanbau, 1665 (dendro. datiert), Ausbau 1793 (dendro. datiert) | D-3-73-159-19 | weitere Bilder |

### Winnberg
| Lage            | Objekt                | Beschreibung                                                                                               | Akten-Nr.     | Bild           |
| --------------- | --------------------- | --- | ------------- | -------------- |
| Berg (Standort) | Dorfkapelle St. Georg | Satteldachbau mit eingezogener Polygonalapsis und Glockendachreiter, Ende 17. Jahrhundert; mit Ausstattung | D-3-73-159-21 | weitere Bilder |

### Keinem Gemeindeteil zugeordnet
| Lage                                                     | Objekt                                        | Beschreibung | Akten-Nr.               | Bild           |
| -------------------------------------------------------- | --------------------------------------------- | --- | ----------------------- | -------------- |
| B 299; Ludwig-Donau-Main-Kanal (Standort)                | Ludwig-Donau-Main-Kanal                       | Künstlich angelegte Wasserstraße zwischen Kelheim und Bamberg auf einer Länge von 173 km mit ehemals 100 Schleusen, zahlreichen wasser- und schifffahrtstechnischen Anlagen und Gebäuden zur Herstellung eines durchgehenden Wasserweges zwischen Nordsee und dem Schwarzen Meer, auf Veranlassung König Ludwigs I. von Bayern durch Heinrich Freiherr von Pechmann, 1836–45.                                      | D-3-73-159-26           | weitere Bilder |
| B 299; Ludwig-Donau-Main-Kanal (Standort)                | Ludwig-Donau-Main-Kanal, Wegbrücke            | 1836–45. | D-3-73-159-26 zugehörig | weitere Bilder |
| Ludwig-Donau-Main-Kanal; Sulzgraben; Sandfeld (Standort) | Ludwig-Donau-Main-Kanal                       | Künstlich angelegte Wasserstraße zwischen Kelheim und Bamberg auf einer Länge von 173 km mit ehemals 100 Schleusen, zahlreichen wasser- und schifffahrtstechnischen Anlagen und Gebäuden zur Herstellung eines durchgehenden Wasserweges zwischen Nordsee und dem Schwarzen Meer, auf Veranlassung König Ludwigs I. von Bayern durch Heinrich Freiherr von Pechmann, 1836–45.                                      | D-3-73-159-2            | weitere Bilder |
| Ludwig-Donau-Main-Kanal; Sulzgraben; Sandfeld (Standort) | Grenzstein                                    | Sandstein, 1836–45. | D-3-73-159-2 zugehörig  | BW             |
| Ludwig-Donau-Main-Kanal; Sulzgraben; Sandfeld (Standort) | Grenzstein                                    | Sandstein, 1836–45. | D-3-73-159-2 zugehörig  | BW             |
| Ludwig-Donau-Main-Kanal; Sulzgraben; Sandfeld (Standort) | Ludwig-Donau-Main-Kanal, Wiffelsbachdurchlass | Sandstein, 1836–45. | D-3-73-159-2 zugehörig  | weitere Bilder |
| Ludwig-Donau-Main-Kanal; Sulzgraben; Sandfeld (Standort) | Ludwig-Donau-Main-Kanal, Wegbrücke            | gemauerte Kanalverengung erhalten, 1836–45. | D-3-73-159-2 zugehörig  | weitere Bilder |
| Ludwig-Donau-Main-Kanal (Standort)                       | Ludwig-Donau-Main-Kanal                       | Abschnitt des Ludwig-Donau-Main-Kanals, künstlich angelegte Wasserstraße zwischen Kelheim und Bamberg auf einer Länge von 173 km mit ehem. 100 Schleusen, zahlreichen wasser- und schifffahrtstechnischen Anlagen und Gebäuden zur Herstellung eines durchgehenden Wasserweges zwischen Nordsee und dem Schwarzen Meer, auf Veranlassung König Ludwigs I. von Bayern durch Heinrich Freiherr von Pechmann, 1836–45 | D-3-73-159-22           | weitere Bilder |
| Ludwig-Donau-Main-Kanal (Standort)                       | Ludwig-Donau-Main-Kanal, Kilometerstein       | Sandstein, 1836–45 | D-3-73-159-25           | weitere Bilder |

## Abgegangene Baudenkmäler
In diesem Abschnitt sind Objekte aufgeführt, die früher einmal in der Denkmalliste eingetragen waren, jetzt aber nicht mehr existieren, z. B. weil sie abgebrochen wurden. Aktennummern in diesem Abschnitt sind ehemalige, jetzt nicht mehr gültige Aktennummern.

| Lage                           | Objekt        | Beschreibung                     | Akten-Nr. | Bild |
| ------------------------------ | ------------- | -------------------------------- | --------- | ---- |
| Forst Kapellenplatz (Standort) | Marienkapelle | 1870, Turm 1881; mit Ausstattung |           | BW   |